# Johann Titius
Johann Daniel Titius, narozen jako Johann Daniel Tietz(e) (2. ledna 1729 Chojnice – 16. prosince 1796 Lutherstadt Wittenberg), byl německý astronom a profesor ve Wittenbergu.
Titius se narodil v Konitzu v Prusku jako syn Jakoba Tietza, obchodníka a člena Konitzké městské rady, a Marie Dorotheaové, rozené Hanowové. Jeho původní jméno bylo Johann Tietz, ale jak bylo zvykem v 18. století, kdy se stal univerzitním profesorm, latinizoval své příjmení na Titius. Tietz vychodil školu v Danzigu (Gdaňsk) a poté studoval na Lipské univerzitě (1749–1752). Zemřel ve Wittenbergu v Saském kurfiřtství.

## Astronomie
Nejvíce znám je díky formulování Titiusova–Bodeho pravidla. Aplikací tohoto pravidla předpověděl existenci nebeského objektu vzdáleného 2,8 AU od Slunce. V roce 1766 vložil svá pozorování planetárních vzdáleností do německého překladu knihy Charlese Bonneta Contemplation de la Nature. Jeho předpoklad, že by objekt nutně měl být poměrně malý, byl později nahrazen tvrzením Johanna Elerta Bodeho, že jde o objekt planetárního typu, později identifikovaný jako Ceres. Díky souladu s Titiusovým-Bodeho pravidlem, byl objekt označen za planetu, stejně jako další tři menší objekty objevené v podobných vzdálenostech (Vesta, Pallas, Juno). Po patnáctileté přestávce byly ovšem objeveny další drobné objekty v této vzdálenosti a tak došlo k přeřazení Ceres, Vesty, Juno a Pallas do kategorie „planetek“, neboli „asteroidů“. Protože má ale Ceres kulovitý tvar, byla v roce 2006 překlasifikována na trpasličí planetu.
Asteroid 1998 Titius a kráter Titius na Měsíci jsou pojmenovány na jeho počest.

## Fyzika
Titius publikoval řadu prací na fyzikální témata, jako je soubor podmínek a pravidel pro provádění experimentů, a zvláště se zabýval termometrií. V roce 1765 prezentoval výzkum v oboru termometrie až do tohoto data. Psal o kovovém teploměru postaveném Hannsem Loeserem. Do svého pojednání o teoretické a experimentální fyzice včlenil i zjištění jiných vědců, jako jsou popisy experimentů navržených Georgem Wolfgangem Kraftem v roce 1738.

## Biologie
Titius byl také aktivní v biologii, zejména v klasifikaci organismů a minerálů. Jeho biologické práce ovlivnil Carl Linn. Lehrbegriff der Naturgeschichte Zum ersten Unterrichte, jeho nejrozsáhlejší publikace v biologii, se týkala systematického třídění rostlin, živočichů, minerálů, ale také elementárních látek jako je éter, oheň, vzduch, voda a země.